# 풍남동
풍남동(豊南洞)은 대한민국 전주시 완산구의 동이다.

## 지리
풍남동은 전주시의 원도심 지역으로, 각종 금융기관, 관공서, 기타 업무시설이 밀집되어 있는 교통과 상업의 중심지이며 유동인구가 많다. 반면, 동의 주택 지역은 대부분 오래된 기와집과 좁은 골목길 등으로 주거 환경이 열악하다. 동의 대부분 면적을 상가와 대규모 재래시장인 남부시장과 동부시장이 차지하고 있는데, 도심공동화 현상에 대응해 재래시장 활성화 대책과 "인쇄의 거리", "서점의 거리" 등 거리별 특화사업이 지속적으로 추진되고 있다.
풍남동에는 전주의 대표적인 전통문화유산인 풍남문, 경기전과 국보급 사적지인 전동성당, 전통문화특구지역 내 전주한옥마을 및 전주의 자랑인 비빔밥과 콩나물국밥의 명가들이 자리잡고 있고, 객사, 오목대, 이목대와 바로 인접해 있어서 전주시의 대표적인 관광 지역으로 각광받고 있다.

## 역사
본래 전주군 부동면의 지역으로, 풍남문이 있어서 풍남이라 하였다. 1914년에 행정구역 폐합에 따라 일계리, 오계리의 각 일부를 병합하여 일제식으로 '풍남정'이라 하여 전주면에 편입되었고, 1946년 7월 10일에 풍남동으로 고쳤다.
- 1914년 4월 1일 : 전주면 대정정4정목·대정정5정목·화원정·대정정6정목·대정정7정목·풍남정·대화정
- 1946년 7월 10일 : 일제식 동명을 변경(문화동·경동·화원동·동인동·관선동·풍남동·남전동·북전동)
- 1957년 12월 12일 : 문화동(1가)·경동(2가)·화원동(3가)을 경원동으로, 동인동(1가)·관선동(2가)·풍남동(3가)을 풍남동으로, 남계동(1가)·남전동(2가)·북전동(3가)을 전동으로 통합[2]
- 1973년 7월 1일 : 풍남동1·2·3가를 풍남동으로 통합하고, 전동1·2가를 전동으로 통합[3]
- 1996년 9월 1일 : 경원동, 풍남동, 전동 등 3개 행정동을 풍남동으로 통합
- 2005년 8월 1일 : 풍남동, 교동을 풍남동으로 통합

## 법정동
- 경원동1·2·3가(慶園洞)
- 풍남동1·2·3·4가(豊南洞)
- 전동[3]·전동3가(殿洞)
- 교동(校洞)

## 교육
- 전주중앙초등학교 (풍남동3가)
- 전주성심여자중학교 (교동)
- 전주성심여자고등학교 (교동)
- 전북대학교 평생교육원 (경원동3가, 구 전북대학교병원)

## 언론
- 전주국악방송